# Clément Cheptytsky
Clément Cheptytsky (en ukrainien : Климентій Шептицький) (Prylbychi (en), 17 novembre 1869 - Vladimir, 1er mai 1951) est un archimandrite studite de l'Église grecque-catholique ukrainienne arrêté par le NKVD et mort dans la prison de Vladimir. Il est reconnu bienheureux par l'Église catholique et honoré à titre posthume du titre de juste parmi les nations par l'État d’Israël pour avoir sauvé des Juifs pendant la Seconde Guerre mondiale.

## Biographie
Il naît le 17 novembre 1869 dans le village de Prylbychi, près de Lviv, dans une famille de la vieille noblesse polono-ruthénienne (en). La famille vit dans la partie est de la Pologne, près de Zamość, dans le château de Labunie (à l'époque, dépendant de l'Autriche-Hongrie). Il est le jeune frère du futur métropolite André Cheptytsky, fondateur des studites. Il reçoit son éducation tout d'abord à domicile puis à Cracovie à partir de 1882. Plus tard, il étudie également à Munich et à Paris. En 1892, il obtient son doctorat en droit à l'université Jagellonne. Ses études terminées, il rentre dans son pays pour s'occuper de sa famille vieillissante et des biens de celle-ci. En 1900, il est élu au parlement autrichien, mais après sa dissolution en 1907 il décide de se retirer de la vie politique.
En 1911, il décide de devenir moine et entre chez les bénédictins (de rite latin) à l'abbaye de Beuron dans le Bade-Wurtemberg en Allemagne. Après une année passée dans ce monastère, il décide de suivre l'exemple de son grand frère et de revenir à l'Église grecque-catholique ukrainienne de ses ancêtres ; il entre au monastère de saint Théodore Studite en Bosnie et prend le nom religieux de Clément, son saint patron étant le pape saint Clément Ier, martyr de Chersonèse, qui avec saint André le premier appelé est considéré comme le fondateur du christianisme dans les Balkans. En 1913 il suit des cours de théologie à Innsbruck et le 28 août 1915 il est ordonné prêtre par Denis Njaradi (en), évêque du Križevci (en) en Croatie, alors qu'il est encore étudiant. Ayant terminé ses études en 1919 il retourne en Ukraine pour fonder la Laure de Univ.

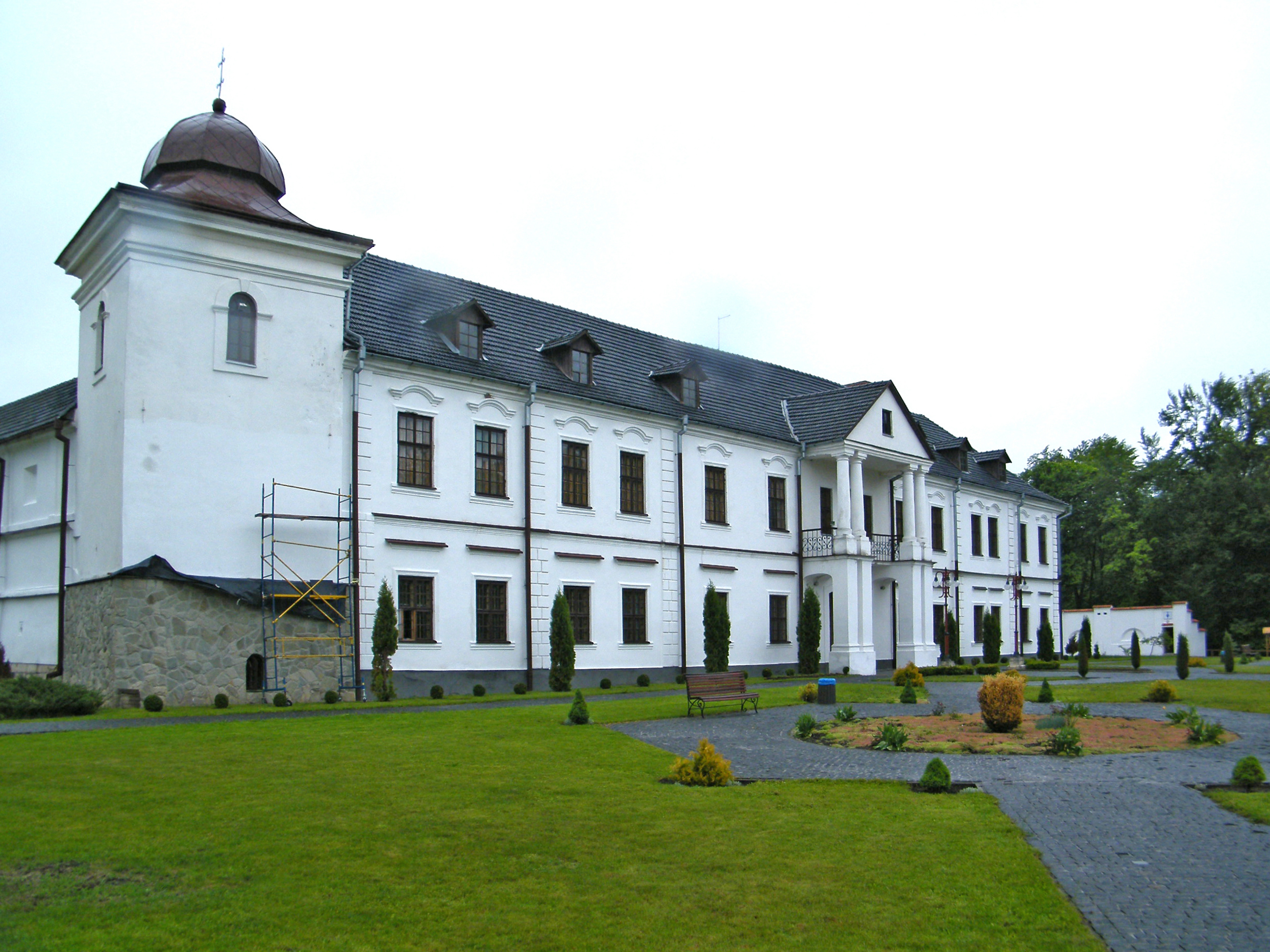
Laure de Univ

En 1926 le père Clément est nommé higoumène (abbé) de la laure. En 1937 il vient à Lviv pour venir en aide à son frère André. En 1939 la région est occupée par les communistes, les libérateurs soviétiques, qui mettent aussitôt à exécution leur plan d'élimination des élites intellectuelles ukrainiennes et de l'Église grecque-catholique. Ils n'arrêtent pas son frère André, métropolite, connaissant son influence au sein de la nation, mais s'en prennent à sa famille, cherchant à prendre Clément en otage et assassinant leur frère Léon et sa famille. Lors de cette période, André Sheptytsky divise l'Union soviétique en trois exarchats et nomme Clément exarque de Russie.
En 1941, la persécution des chrétiens est momentanément suspendue en raison de la guerre entre les Nazis et les Soviétiques, les Allemands occupent l'Ukraine, ce qui toutefois n'améliore guère la situation. Pendant ce temps, le père Clément aide son frère André à sauver les Juifs, les cachant dans les monastères studites et organisant des groupes destinés à leur venir en aide en les faisant fuir vers l'Ukraine transcarpathique, sous contrôle hongrois.
DE 1941 à 1944, alors que la région se trouve sous l'occupation nazie, de nombreux jeunes garçons juifs sont cachés au monastère d'Univ, maison-mère des studites ; avec un nombre important de moines, les jeunes garçons passent inaperçus auprès des autorités. Kurt Lewin, dont le père est le dernier rabbin de Lviv et devait devenir plus tard un homme d'affaires de renom, ainsi que David Kahane, plus tard grand-rabbin dans l'armée de l'air israélienne, sont tous deux des rescapés protégés, ces deux hommes écriront le témoignage de leur sauvetage : Lewin dans A journey Through Illusions et Kahane dans Lvov Ghetto Diary.
La persécution reprend avec le retour des Soviétiques en 1944, une action coordonnée visant à assujettir l’Église grecque-catholique au Patriarcat de Moscou est lancée. Après le décès d'André, son successeur, Joseph Slipyj, nomme le père Clément archimandrite des studites. Le père Clément est l'un des rares ecclésiastiques de haut rang restant en activité, la grande majorité de ceux-ci ayant déjà été arrêtée par le NKVD en 1945, il devient l'un des chefs officieux, et rencontre les moines et les prêtres, tentant de les soutenir dans l'exercice de leur périlleux ministère. Le 5 juin 1947, il est arrêté par les autorités soviétiques et jeté dans la prison du NKVD à Lviv, puis à Kiev ; enfin, ayant refusé catégoriquement d'abjurer sa foi catholique et de rejoindre le patriarcat de Moscou (Église orthodoxe), il est condamné à 8 ans de prison. Il meurt le 1er mai 1951 à la prison de Vladimir et est enterré dans une fosse commune du cimetière Prince-Vladimir de Vladimir.
Clémet Sheptytsky est reconnu juste parmi les nations par l’État d'Israël en 1995. Clément Sheptytsky est béatifié le 27 juin 2001 par le pape Jean-Paul II à Lviv pendant son voyage apostolique en Ukraine ; avec lui sont béatifiés 27 autres membres de l'Église grecque-catholique. Le 29 juillet 2011, un monument à la mémoire d'André et Clément Sheptytsky est inauguré dans leur village natal de Prylbychi.